# Hekaté
Hekaté (řecky: Ἑκάτη; 2. pád jednot. čísla Hekaty) je v řecké mytologii titánka, bohyně, patronka rybářů, jezdců na cestách, křižovatek, pastýřů i matek a porodů, mládeže, vládkyně tajemných sil (zvláště magie), měsíce, noci a podsvětí. Hekaté je zároveň čarodějnicí.

## Historie
Hekaté byla ctěna původně v maloasijské Kárii. U Řeků si podržela rysy všemocné bohyně, ochránkyně jezdců, rybářů, pastýřů a matek, a jako podsvětní božstvo se stala bohyní strašidel a kouzel. Tato druhá funkce v 5. stol. př. n. l. daleko převládla a Hekaté pak mohla být ztotožněna s Persefonou, staly se vládkyní mrtvých.
Místem jejího působení byly cesty, kde se proháněla za noci v doprovodu černých psů. Hekaté se stala též ochránkyní žen, a bývala proto ztotožňována s Artemidou (neboť podobně jako ona pomáhala při porodu) a s Isidou. Za helénismu byla hlavním božstvem kouzelnic (a magie); nakonec se změnila v mocnou vládkyni démonů. Až do konce starověku byla proslulá její mystéria na Aigíně.
Hekaté má také přezdívku Trivia - trojcestná, podle toho, že slouží jako ochranitelka cest a křižovatek.

## Mytologie

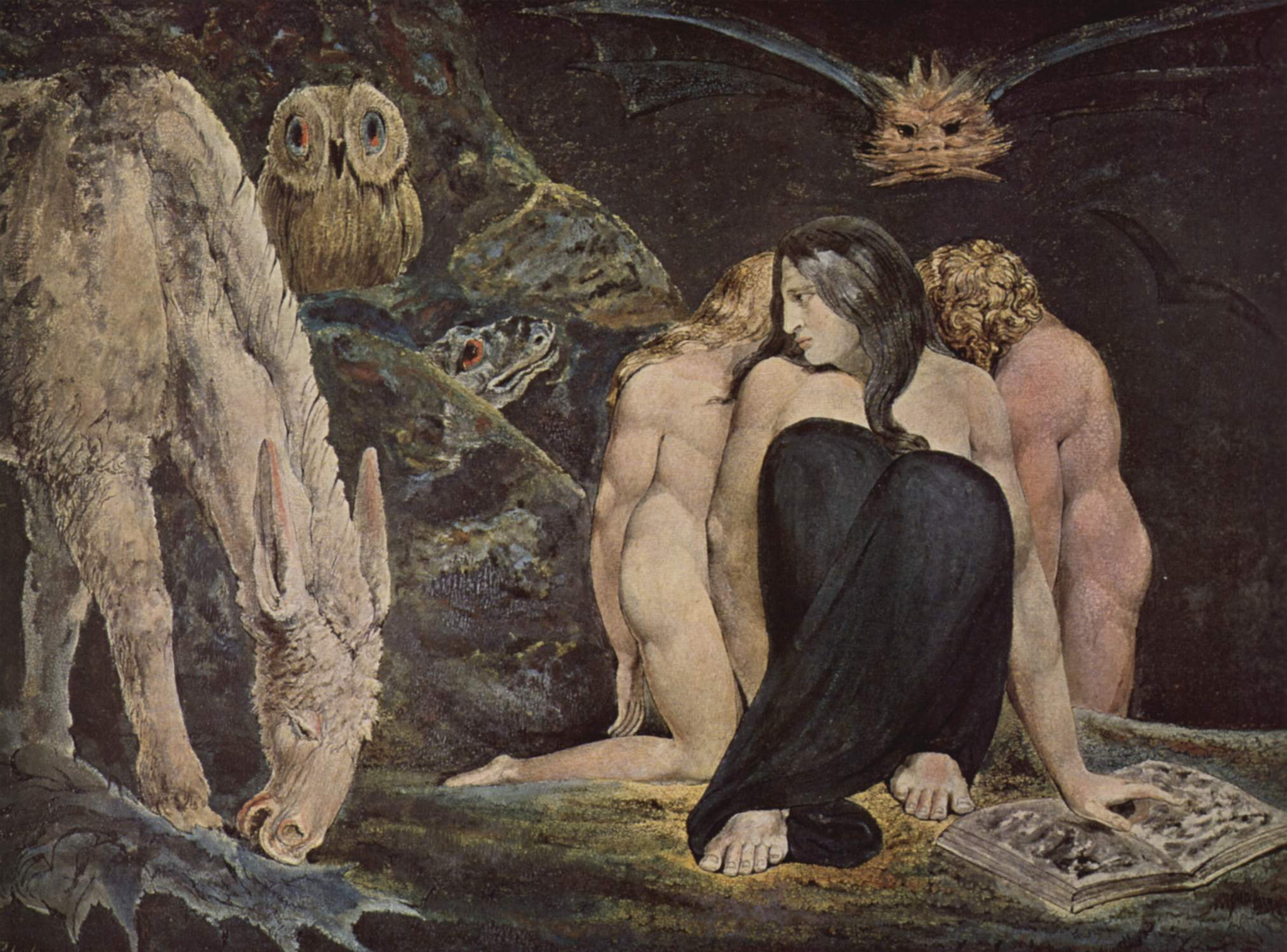
William Blake, Hekaté, r. 1795, Tate Gallery, Londýn

Dcera Titána Persea a Asterie, podle některých tradic matka Skylly. Hekaté jediná bojovala ve válce s Giganty na straně nejvyššího boha Dia, dokonce zabila Giganta Klytia rozpálenými kameny. Za to ji Zeus povýšil mezi bohy, dal moc na zemi (paní porodu), na nebesích (paní měsíce) i v říši stínů. V jedné variantě mýtu o Persefoně byla Hekaté prostřednicí mezi Hádem a Démétér

## Atributy, zobrazení
Hekaté je zobrazována ve třech podobách, které během dne střídala – ráno panna, v poledne žena, večer stařena. Spolu s Artemis a Seléné byla také bohyní Měsíce. Jejím emblematickým zvířetem je had. Mezi atributy patří pochodeň.

## Uctívání
Oběti jí byly kladeny na rozcestích. Její obraz stával před každým domem jako apotropaion. Byli jí obětováni psi, černé ovce a med.
V Thesálii existoval kult měsíce, přístupný pouze ženám. Zde byla uctívána jako dárkyně štěstí a bohatství.

## Jiné významy
- Podle Hekaté byl pojmenován asteroid (100) Hekaté.
- Hécate, maîtresse de la nuit (Hekaté, paní noci) je titul francouzsko-švýcarského filmového dramatu, natočeného podle novely Paula Moranda roku 1982.[3]